# Porichthys bathoiketes
Porichthys bathoiketes is een straalvinnige vissensoort uit de familie van kikvorsvissen (Batrachoididae). De wetenschappelijke naam van de soort is voor het eerst geldig gepubliceerd in 1968 door Gilbert.